# Арборея
Арборея (італ. Arborea) — містечко і муніципалітет в Італії, у регіоні Сардинія, провінція Ористано. Населення — 4008 осіб (2014). Щорічне свято — 31 січня. Покровитель — Іван Боско.

## Назва
- Арборея (італ. Arborea, сард. Arborea, вен. Arborea) — сучасна назва.
- Містечко Муссоліні (італ. Villaggio Mussolini) — в часи фашистського режиму, з отриманням статусу містечка 29 жовтня 1928.
- Сардинська Муссолінія (італ. Mussolinia di Sardegna) — в часи фашистського режиму, після перейменування 1930 року.

## Географія
Арборея розташована на відстані близько 410 км на південний захід від Рима, 80 км на північний захід від Кальярі, 15 км на південь від Ористано.

## Населення
Населення за роками:

Станом на 1 січня 2023 року в муніципалітеті офіційно проживали 44 іноземці з 20 країн, серед них 16 громадян країн Євросоюзу та 4 громадяни України.

## Сусідні муніципалітети
- Маррубіу
- Санта-Джуста
- Терральба